# Orvieto
Orvieto è un comune italiano di 19 166 abitanti della provincia di Terni in Umbria.

## Geografia politica
Il comune di Orvieto si trova nel settore sud-occidentale dell'Umbria, in provincia di Terni, confinando ad est con la provincia di Perugia e a sud con la provincia di Viterbo nel Lazio.

## Geografia fisica

### Territorio
Orvieto sorge su un acrocoro di tufo (ignimbrite di Orvieto - Bagnoregio), tra i 280 (Piazza Cahen) e i 325 (S. Francesco) m s.l.m., che domina la valle del fiume Paglia, affluente di destra del Tevere e che proprio sotto la città riceve da sinistra il Chiani, la Chiana Romana proveniente dalla Val di Chiana. Questa enorme mesa tufacea, che si erge dai venti ai cinquanta metri dal piano della campagna, si deve al collasso di ground sourge (correnti piroclastiche, nubi e valanghe ardenti) dall'attività quaternaria dei vulcani del sistema Volsinio, relitto della caldera che ospita il lago vulcanico maggiore d'Europa, quello di Bolsena.
Con 281 km² di superficie, è uno dei cinquanta comuni più estesi d'Italia. Il punto più alto è il monte Peglia (837 m s.l.m.), al confine con il comune di San Venanzo. Il territorio di Orvieto era parte della comunità montana Monte Peglia e Selva di Meana e parte di esso insiste nella valle del Tevere oggi parco fluviale del Tevere.

### Clima
- Classificazione climatica: zona D, 1905 GR/G

## Storia

### Preistoria
Nel territorio comunale sono noti resti archeologici che attestano la presenza di gruppi umani fin dal Paleolitico. Per quanto riguarda il pianoro su cui sorge il nucleo antico della città, i reperti, per la maggior parte frammenti raccolti ai piedi del ciglione (scavi in loc.  Cannicella ed esplorazioni sistematiche) e provenienti dagli impianti insediativi e dalle attività che hanno avuto sede sul pianoro stesso, si datano in piccola parte all'Età del bronzo e in maggioranza alla prima età del ferro.
Per le fasi più antiche vanno citati frammenti di vasi con decorazione di stile “appenninico” (fase avanzata della media età del bronzo, XV-XIV sec. a.C.) ed altri dell’età del bronzo finale (XII-X sec. a.C.). Recenti scavi attestano che nella media età del bronzo vi fossero abitazioni sul pianoro, ma resta incerto se i gruppi stanziati avessero individuato il potenziale strategico della mesa orvietana già in epoche in cui non erano in grado di occuparla e controllarla per intero.
È alla metà del X secolo a.C. che, in concomitanza con la nascita degli altri grandi centri urbani etruschi, anche sulla vasta e idonea rupe di Orvieto si insedia una comunità - certamente includente il gruppo già stanziatovi - che vi struttura un vasto e attivo abitato unitario; la consistenza demografica della comunità residente dovette subito consentire di difendere il perimetro, di circa 4 km e già di per sé munito di difese naturali, ma è certo che l’incremento demografico, dovuto anche alla nuova situazione organizzativa, fece sì che già nel corso della prima età del ferro sul plateau di Orvieto (circa 85 ettari) si costituisse una comunità protourbana di varie migliaia di individui, anche qui, come in tutte le grandi città dell’Etruria, caratterizzata dall’aspetto archeologico detto villanoviano.

### Periodo etrusco
Le testimonianze archeologiche di epoca etrusca, fornite da campagne di scavo e studi condotti fino ad anni recenti, offrono un quadro abbastanza attendibile, anche se ancora incompleto, della città antica, identificata dopo molte incertezze e polemiche tra archeologi, nella città di Velzna, una delle dodici città-stato etrusche. Denominata dai Romani Volsinii sorgeva nei pressi di un famoso santuario etrusco, Fanum Voltumnae, meta ogni anno degli abitanti dell'Etruria che vi confluivano per celebrare riti religiosi, giochi e manifestazioni. La città ebbe, dall'VIII al VI secolo a.C., un notevole sviluppo economico, di cui beneficiavano principalmente ricche famiglie in un regime fortemente oligarchico, e un incremento demografico che, nella composizione della popolazione, mostra l'apertura ad una città multietnica; di tutto ciò si ha riscontro dai resti della città sulla rupe e principalmente dalle vicine necropoli. La città raggiunse il massimo splendore tra il VI e il IV secolo a.C., diventando un fiorente centro commerciale e artistico, con una supremazia militare garantita dalla sua posizione strategica che le dava l'aspetto di una fortezza naturale.

### Periodo romano
Tra la fine del IV e l'inizio del III secolo a.C. l'assetto sociale che aveva permesso la crescita della città si incrinò. I ceti prima esclusi conquistarono il governo della cosa pubblica e il dissidio tra le classi divenne violento, finché i nobili non chiesero aiuto ai Romani. Questi, nel 264 a.C., colsero l'occasione per inviare l'esercito a Volsinii e, invece di sottometterla, la distrussero e deportarono gli abitanti scampati all'eccidio sulle rive del vicino lago di Bolsena, dove sorse Volsinii Novi (Bolsena). Non si conosce il motivo di tale accanimento nei confronti della città da parte dei Romani i quali, secondo le notizie letterarie, trasportarono a Roma oltre duemila statue razziate dai santuari orvietani, ed evocarono nell'Urbe il dio Vertumnus, la principale divinità degli Etruschi.
La traslazione della città fisica della Orvieto antica da un sito all'altro si ripeterà in senso inverso, provocata ancora da altre invasioni. Fu rifondata allora sulla rupe orvietana la cittadella altomedievale di Ourbibentos che, nell'arco di qualche secolo, diverrà una nuova città con il nome di Urbs Vetus (città vecchia).

### Periodo altomedioevale
Dopo il crollo dell'Impero romano d'Occidente, Orvieto divenne dominio dei Goti fino al 553 quando, dopo una cruenta battaglia e un assedio, fu conquistata dai Bizantini di Belisario. Successivamente, dopo l'istituzione del Ducato di Spoleto, divenne longobarda. Poco prima dell'anno Mille la città, posta sulla linea di confine dell'Italia bizantina, di cui costituiva un importante nodo strategico, tornò a rifiorire, espandendo il suo tessuto urbanistico con la costruzione di fortificazioni, palazzi, torri e chiese.

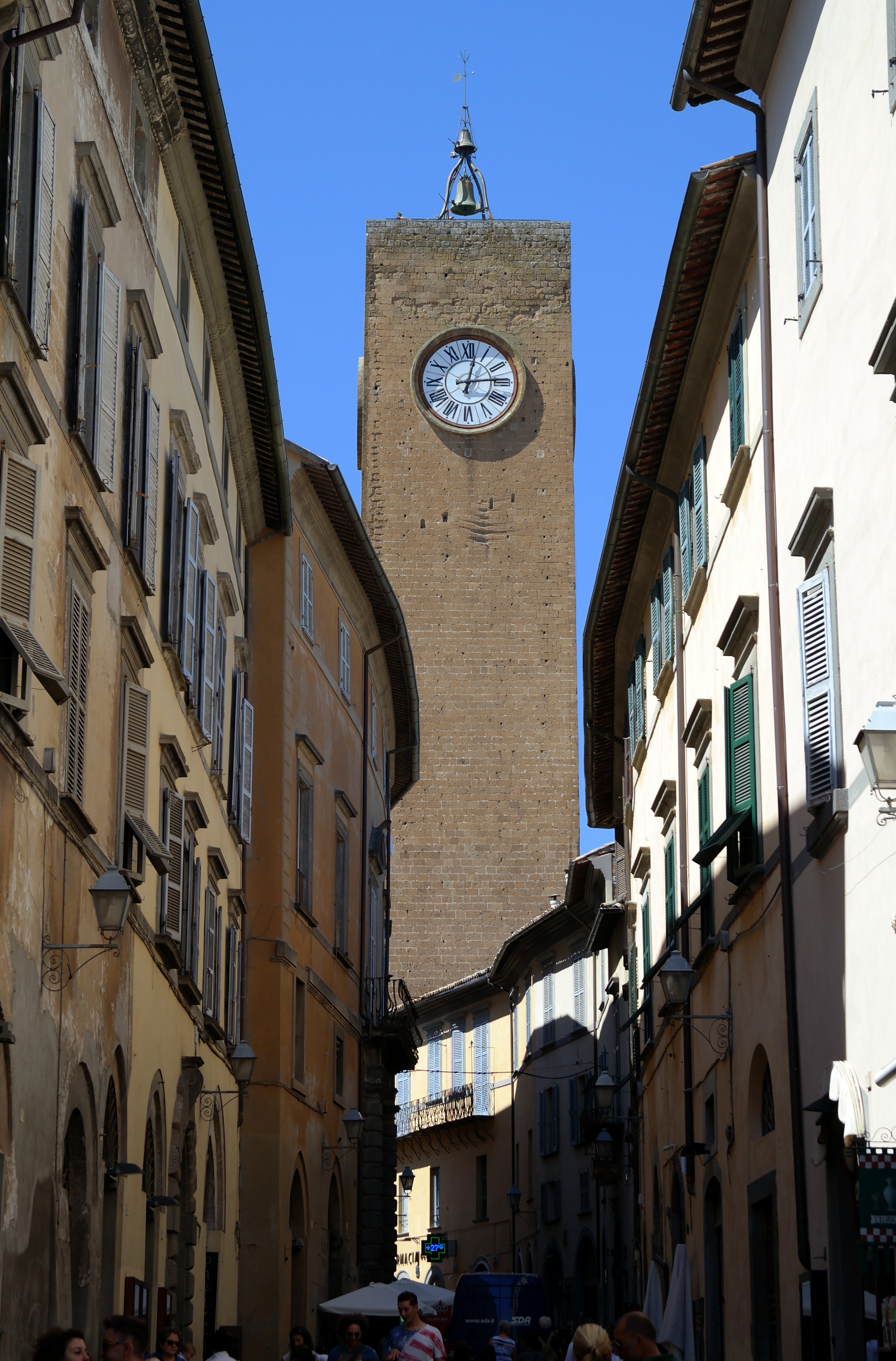
Torre del Moro

### Libero Comune
Orvieto, sede residenziale delle corti pontificie in ripetute occasioni, è la Città del Corpus Domini: da qui, l'11 agosto 1264, papa Urbano IV istituì la solennità universale cristiana del Corpus et Sanguis Domini, celebrata in tutto il mondo cattolico. L'officio della messa fu redatto da San Tommaso d'Aquino, cattedratico nello Studium orvietano.
Si costituì in Comune, ma anche se non faceva parte ufficialmente del patrimonio di San Pietro, si trovava sotto il suo controllo; per essere riconosciuto governo comunale ebbe bisogno di una dichiarazione di consenso da parte di papa Adriano IV nel 1157.

Nel XII secolo Orvieto, forte di un agguerrito esercito, iniziò ad ampliare i propri confini che, dopo vittoriose battaglie contro Siena, Viterbo, Perugia e Todi, la videro dominare su un vasto territorio che andava dalla Val di Chiana fino alle terre di Orbetello e di Talamone sul mar Tirreno. In questa sua espansione, Orvieto si era fatto un potente alleato: Firenze (rivale di Siena) che ne aveva appoggiato l'ascesa. I secoli XIII e XIV furono il periodo di massimo splendore per Orvieto che, con una popolazione di circa trentamila abitanti (superiore perfino a quella di Roma), divenne una potenza militare indiscussa, e vide nascere nel suo territorio urbano splendidi palazzi e monumenti.

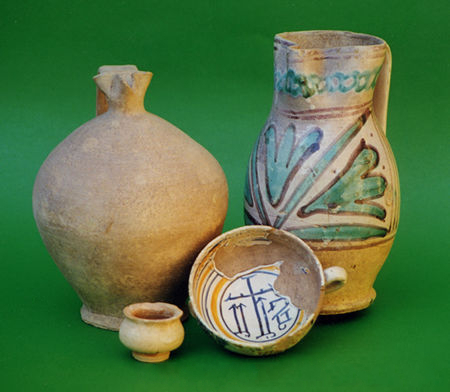
Reperti medievali

### Le lotte interne

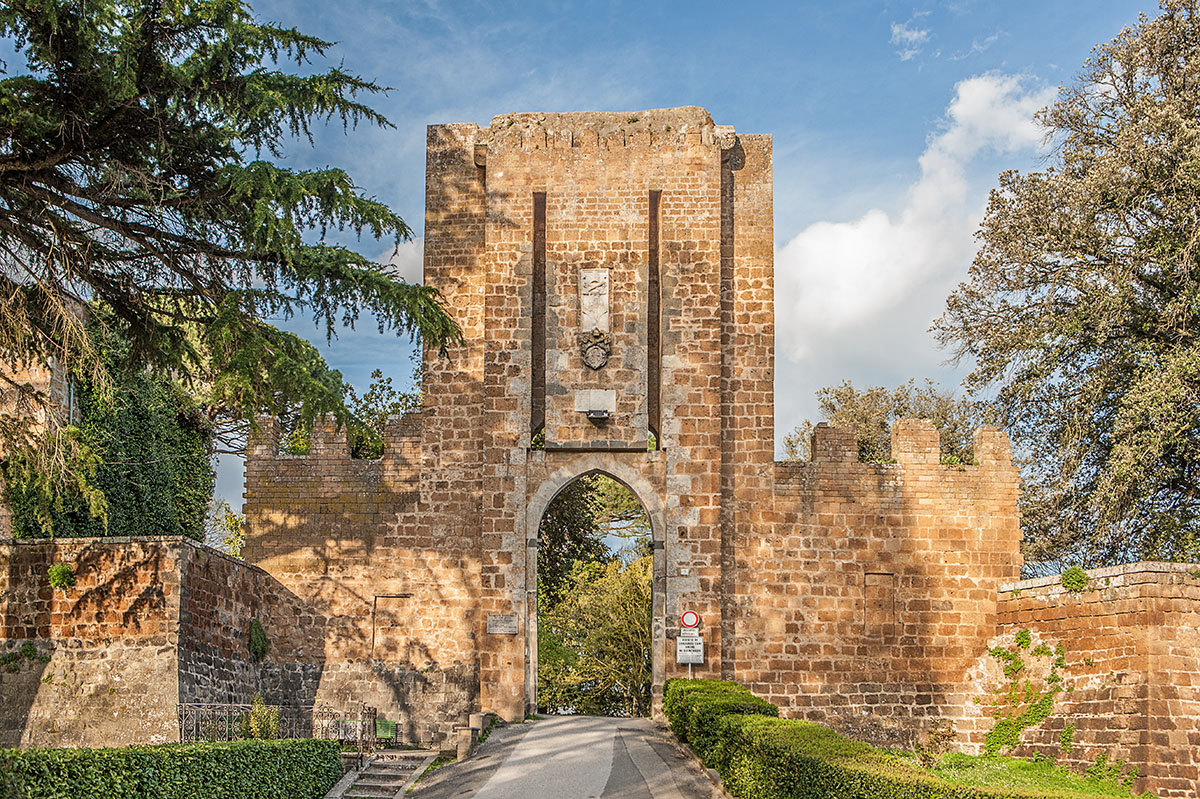
Ingresso della Fortezza Albornoz

Codice diplomatico della città d'Orvieto, 1884

Ma paradossalmente questa epoca vide anche il nascere di furibonde lotte interne nella città. Due famiglie patrizie, la guelfa Monaldeschi e la ghibellina Filippeschi, straziarono la città con cruenti battaglie che, insieme alle successive lotte religiose tra i Malcorini, filoimperiali, ed i Muffatti, papalini, indebolirono il potere comunale favorendo, nel 1354, la conquista da parte del cardinale Egidio Albornoz. Nel 1351 era stato installato il primo orologio meccanico con automi in Italia, il cosiddetto Maurizio, sulla torre all'angolo tra via del Duomo e Piazza del Duomo, tuttora funzionante. 
In questo lasso di tempo altri avvenimenti, degni di nota, si erano registrati ad Orvieto: Papa Innocenzo III, dai pulpiti della chiesa di Sant'Andrea, aveva proclamato la Quarta crociata; nel 1281, nella stessa chiesa, alla presenza di Carlo I d'Angiò, veniva elevato al pontificato Papa Martino IV e, nel 1297, nella chiesa di San Francesco, avveniva la canonizzazione di Luigi IX di Francia, presente papa Bonifacio VIII.
Dopo il cardinale Albornoz, Orvieto venne assoggettata a varie signorie: Rinaldo Orsini, Biordo Michelotti, Giovanni Tomacello e Braccio da Montone per ritornare poi, nel 1450, definitivamente a far parte dello Stato della Chiesa, divenendone una delle province più importanti e costituendo l'alternativa a Roma per molti pontefici, vescovi e cardinali che vi venivano a soggiornare. I secoli XVII e XVIII furono periodi di tranquillità per la città. Sotto l'Impero Napoleonico assurse a cantone inserito nell'arrondissement di Todi durante una breve decadenza. Si riprese più tardi e nel 1831, sotto la Chiesa, venne elevata a delegazione apostolica.

### Nel Regno d'Italia
Durante il Risorgimento italiano, Orvieto rimase parte dello Stato Pontificio fino alla campagna piemontese in Italia centrale del settembre 1860; ancor prima dell'arrivo delle truppe regolari piemontesi impegnate a sconfiggere l'esercito Pontificio, i volontari dei cosiddetti "cacciatori del Tevere", guidati da Luigi Masi, il 12 settembre 1860 costrinsero alla resa la guarnigione pontificia della città. Dopo la fine delle ostilità, il destino finale di Orvieto inizialmente rimase in dubbio; si parlò di restaurazione del Dominio Pontificio e di arrivo delle truppe francesi del corpo d'occupazione di Roma che erano già giunte a Viterbo per salvaguardare il Potere Temporale della Chiesa nel Lazio. Il 15 ottobre 1860 Cavour in persona intervenne direttamente con il ministro degli esteri francese Édouard Thouvenel e con il principe Gerolamo Napoleone, sottolineando come lo stesso imperatore Napoleone III avesse in precedenza assicurato che Orvieto non avrebbe più fatto parte del dominio della Chiesa. Il 18 ottobre 1860, le autorità francesi assicurarono che la città non sarebbe stata occupata e sarebbe rimasta compresa nel territorio dell'Umbria da sottoporre a plebiscito per l'ammissione nel nuovo Regno d'Italia.
Il 4-5 novembre 1860 il plebiscito in Umbria decretò l'annessione della regione, compresa la città di Orvieto, al nuovo stato italiano unificato.

### Nella seconda guerra mondiale
Durante la seconda guerra mondiale la città e il territorio di Orvieto assunsero una notevole importanza strategica; durante l'operazione Achse le truppe tedesche della 3. Panzergrenadier-Division, schierate in un'ampia area tra Umbria, Lazio settentrionale e Toscana meridionale, agirono con rapidità e occuparono fin dalle prime ore dopo l'8 settembre la città, insieme a Viterbo, Montefiascone e Orte, prima di avanzare verso Roma. Nei mesi dell'occupazione i tedeschi utilizzarono i campi di aviazione presenti nell'area.
Nella fase della campagna d'Italia successiva alla liberazione di Roma, il 5 giugno 1944, il feldmaresciallo Albert Kesselring fece ripiegare le sue forze sulla linea Albert che collegava la zona del lago Trasimeno con Orvieto. Le truppe tedesche dell 29. Panzergrenadier-Division difesero tenacenente le vie di accesso alla città fino al 14 giugno quando evacuarono Orvieto e ripiegarono verso Siena. La città venne liberata da reparti britannici della 78ª Divisione di fanteria mentre nell'area furono anche impiegate forze meccanizzate sudafricane della 6ª Divisione corazzata.

### Simboli

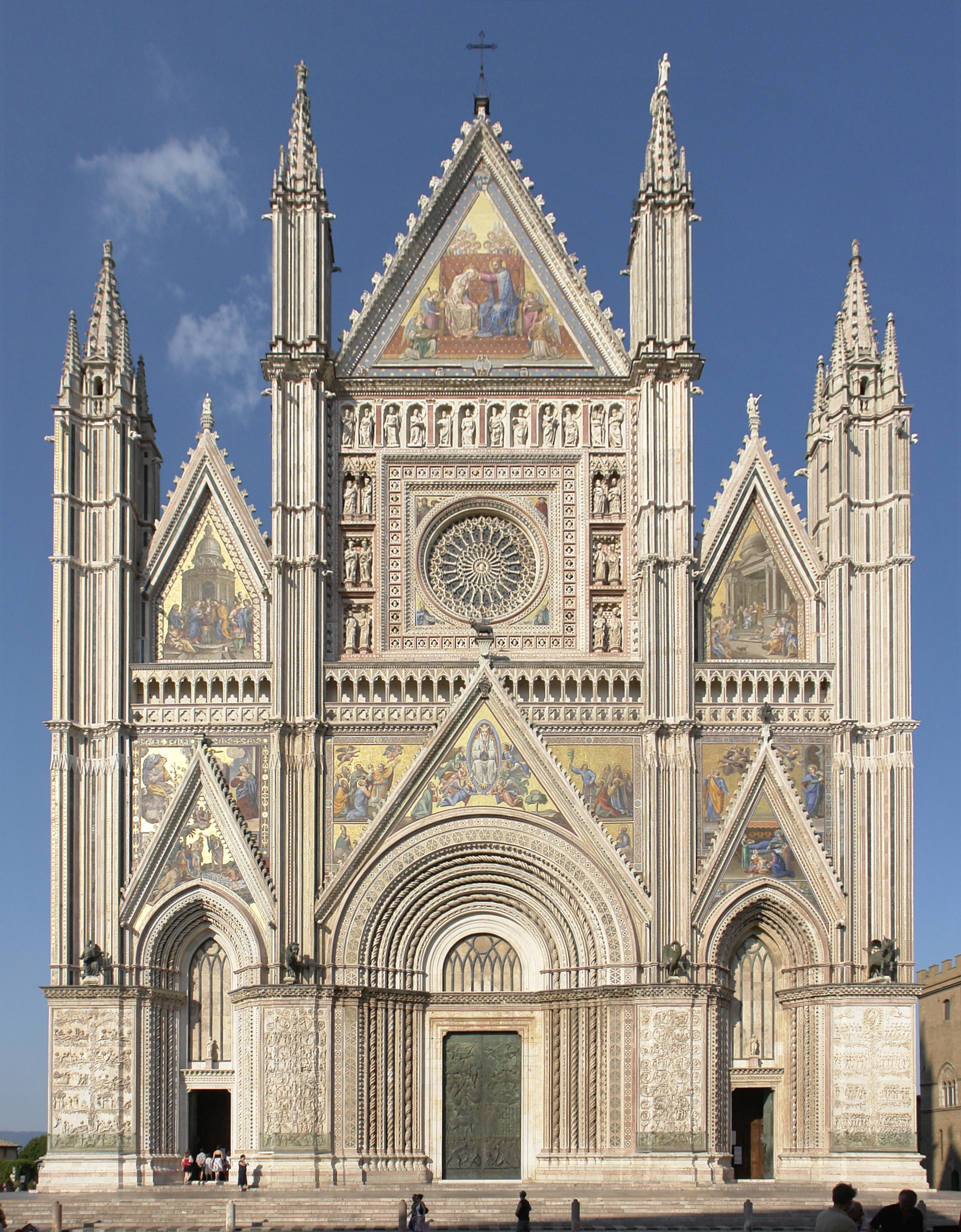
Facciata della cattedrale

Orvieto

Lo stemma di Orvieto è stato concesso con Decreto del Capo del Governo 2 maggio 1929  ed è così blasonabile:
inquartato: nel primo, d'argento, alla croce di rosso; nel secondo, di rosso, all'aquila spiegata di nero, armata, membrata, collarinata da un lambello a cinque pendenti e coronata all'antica, il tutto d’oro; nel terzo, di rosso, al leone d'oro, tenente con la branca destra, una spada d’argento, guarnita del secondo, posta in palo, e con la branca sinistra, le chiavi di San Pietro, quella a destra d'oro, quella a sinistra d'argento, legate da una nappa di rosso, poste in palo, pendenti dalla branca, con gli ingegni all'ingiù e verso, il tutto su una campagna di verde; nel quarto, di rosso, all'oca al naturale, avente una palla d'oro nella zampa destra.
Lo stemma è timbrato dalla corona di Comune in luogo di quella da Città spettante, essendo stata riconosciuto il titolo di Città con Decreto del Presidente del Consiglio dei Ministri 18 dicembre 1953 .
Nelle quattro ripartizioni sono rappresentati quattro simboli: la Croce, l'Aquila, il Leone e l'Oca.
La croce rossa in campo bianco simboleggia la fedeltà del Comune alla fazione dei Guelfi e fu riconosciuto al Comune di Orvieto dal papa Adriano IV nel 1157.

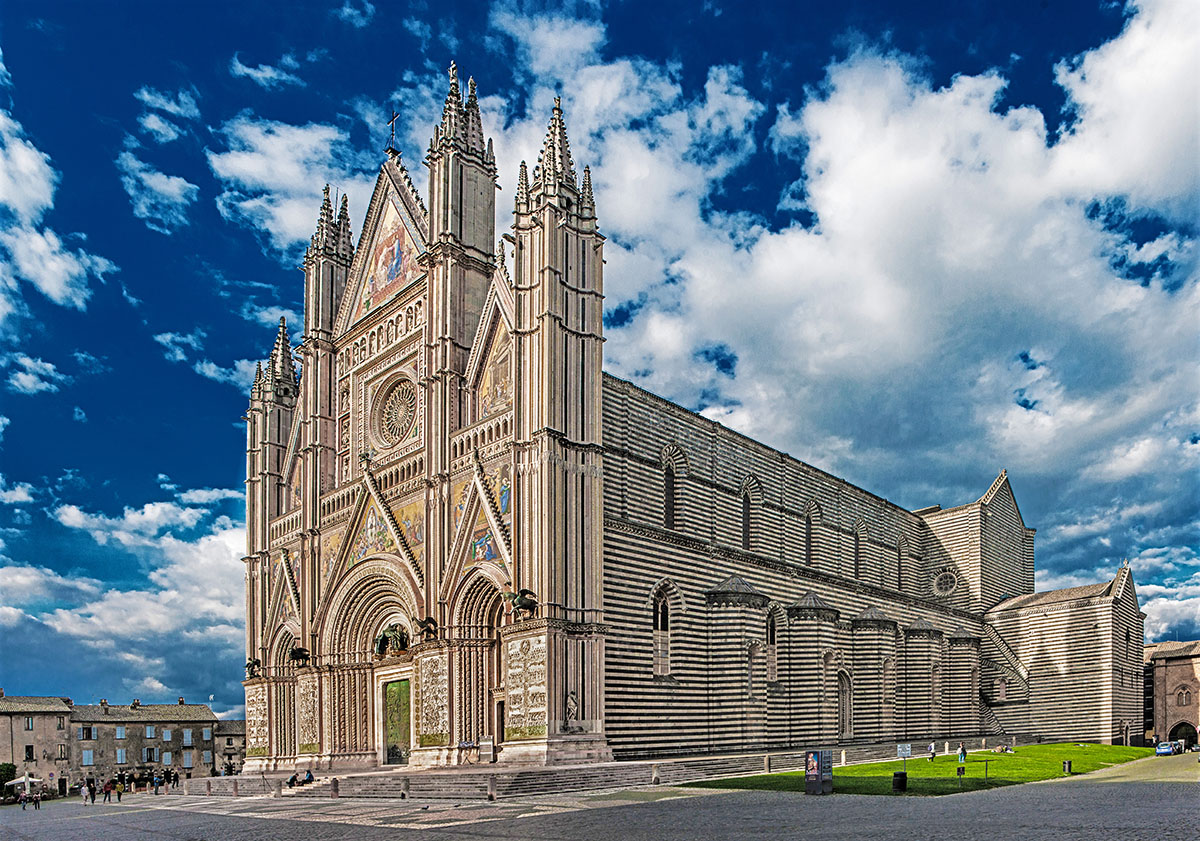
Veduta d'insieme del Duomo

L'aquila fa riferimento alla dominazione dei Romani. Il lambello d'oro con cinque pendenti fu posto al collo dell'aquila quando Carlo d'Angiò concesse ad Orvieto il titolo di “città”, dopo essere stato incoronato nella cattedrale di Orvieto re del Regno di Sicilia da parte di papa Clemente IV. Il lambello richiama quello rosso della casa d'Angiò.
Il leone in campo rosso tiene una spada d'argento con la zampa destra e le chiavi di San Pietro con la sinistra. Esso richiama il leone fiorentino, a ricordo della storica alleanza fra le due città. Le chiavi, con il motto fortis et fidelis, sono una concessione del papa Adriano IV come riconoscimento della lunga fedeltà di Orvieto al papato.
L'oca, con una zampa sollevata sopra una palla, rimanda alle leggendarie oche del Campidoglio che, con il loro schiamazzo, salvarono Roma dall'attacco dei nemici.

## Monumenti e luoghi d'interesse

### Architetture religiose

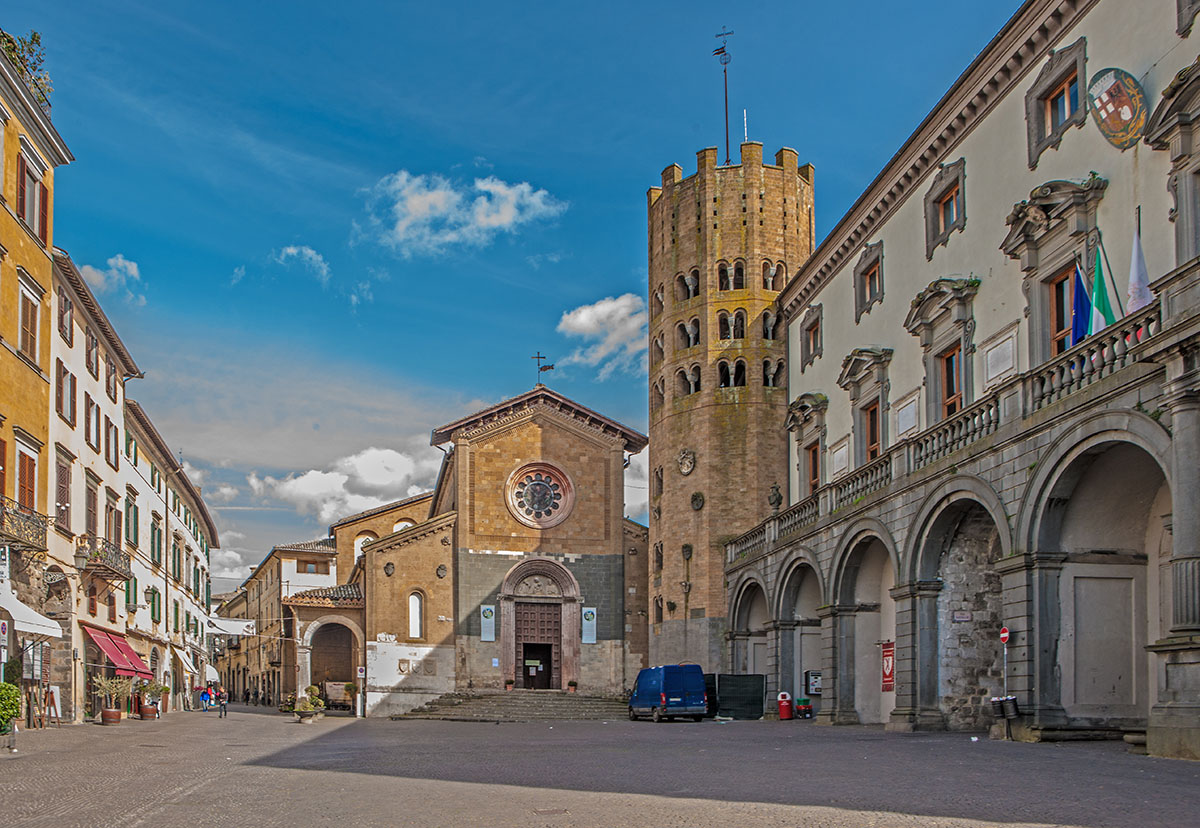
Piazza della Repubblica con la Chiesa di Sant'Andrea e, sulla destra, il Palazzo Comunale

- Piazza della Repubblica con la Chiesa di Sant'Andrea e, sulla destra, il Palazzo ComunaleIl Duomo di Orvieto è dedicato a Santa Maria Assunta ed è la cattedrale della diocesi cittadina, capolavoro dell'architettura gotica italiana. La facciata è decorata da una grande serie di bassorilievi e sculture realizzati dall'architetto senese Lorenzo Maitani.
  - Cappella di San Brizio, celebre ciclo di affreschi sul Giudizio Universale di Luca Signorelli (1499-1502)
- Chiesa di San Giovenale (1004)
- Chiesa di Sant'Andrea (1013), costruita sulle rovine di una chiesa paleocristiana e rimaneggiata nel XII, XVI e XIX sec.
- Chiesa di San Domenico con il Mausoleo del cardinale De Braye realizzato da Arnolfo di Cambio
- Chiesa di San Lodovico
- Chiesa di San Francesco, costruita nel XIII secolo.
- Chiesa della Madonna del velo, costruita nel XVIII secolo dal vescovo monsignor Giuseppe di Marsciano.
- Abbazia dei santi Severo e Martirio, complesso monastico con strutture altomedievali e di epoca romanica
- Chiesa di San Giuseppe e San Giacomo, chiesa sita nei pressi del Liceo classico di Orvieto
- Chiesa dei santi Filippo e Giacomo
- Chiesa di San Lorenzo de' Arari
- Inoltre, fra le chiese sconsacrate, vi è la Chiesa di Sant'Agostino

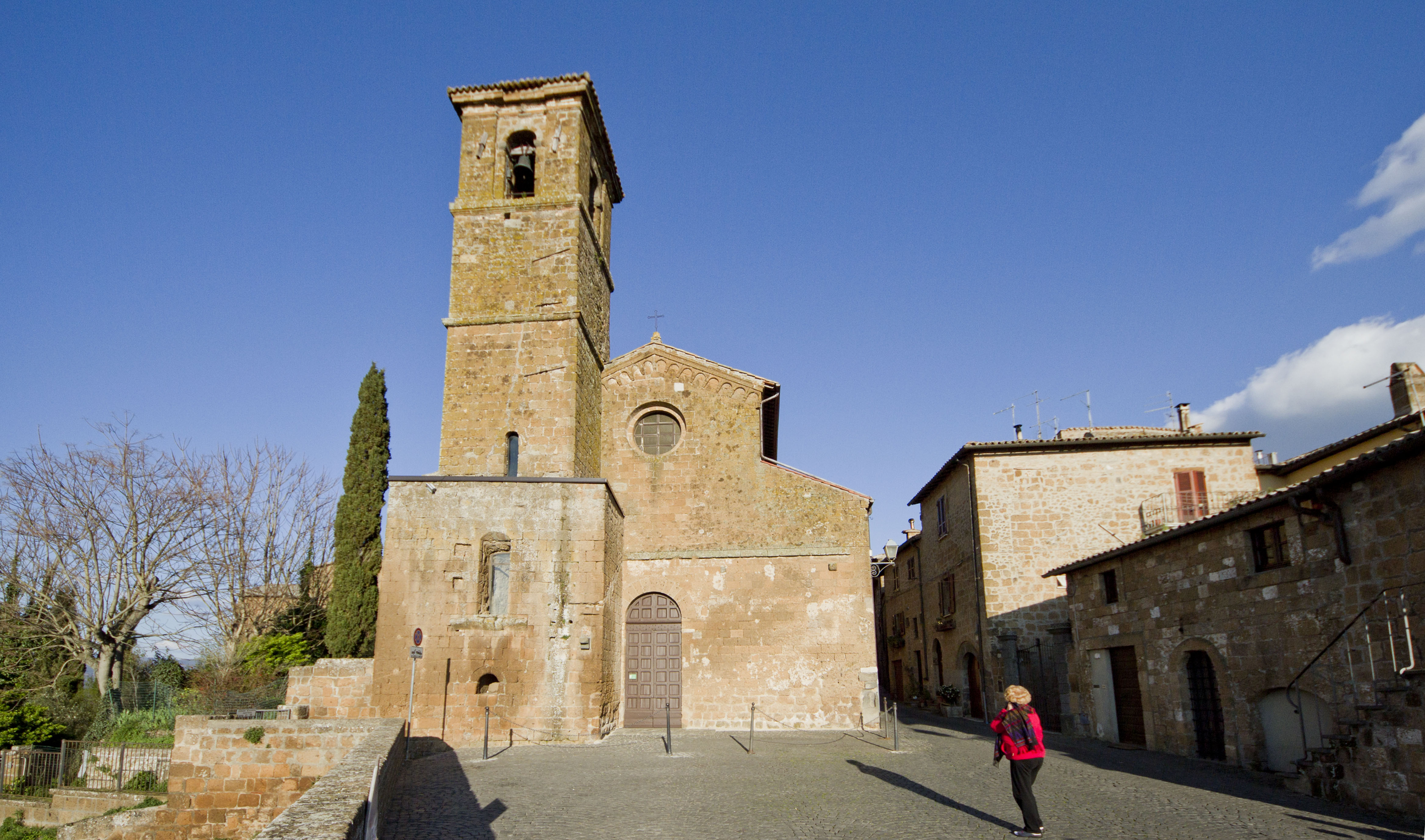
Chiesa di San Giovenale
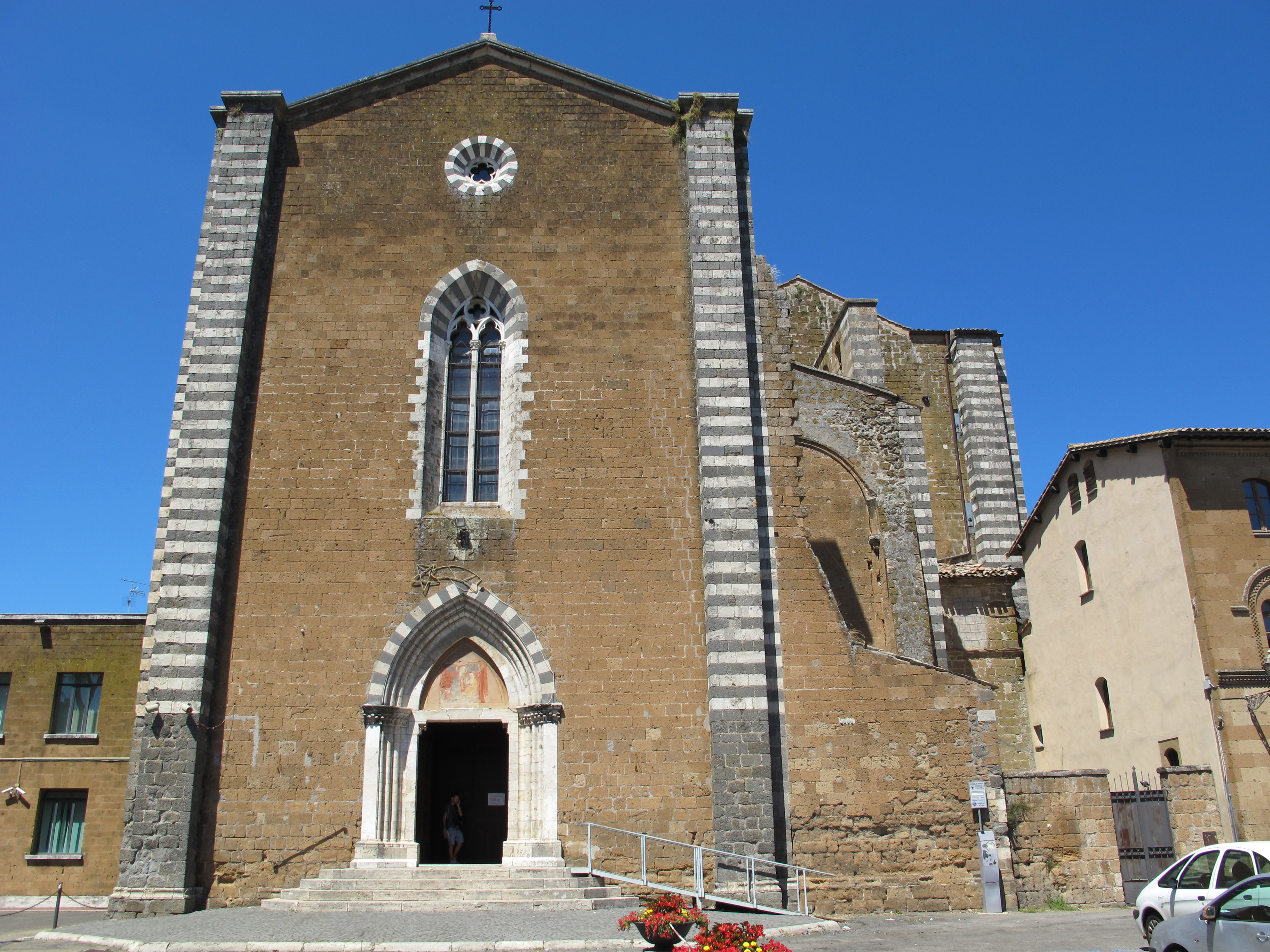
Chiesa di San Domenico
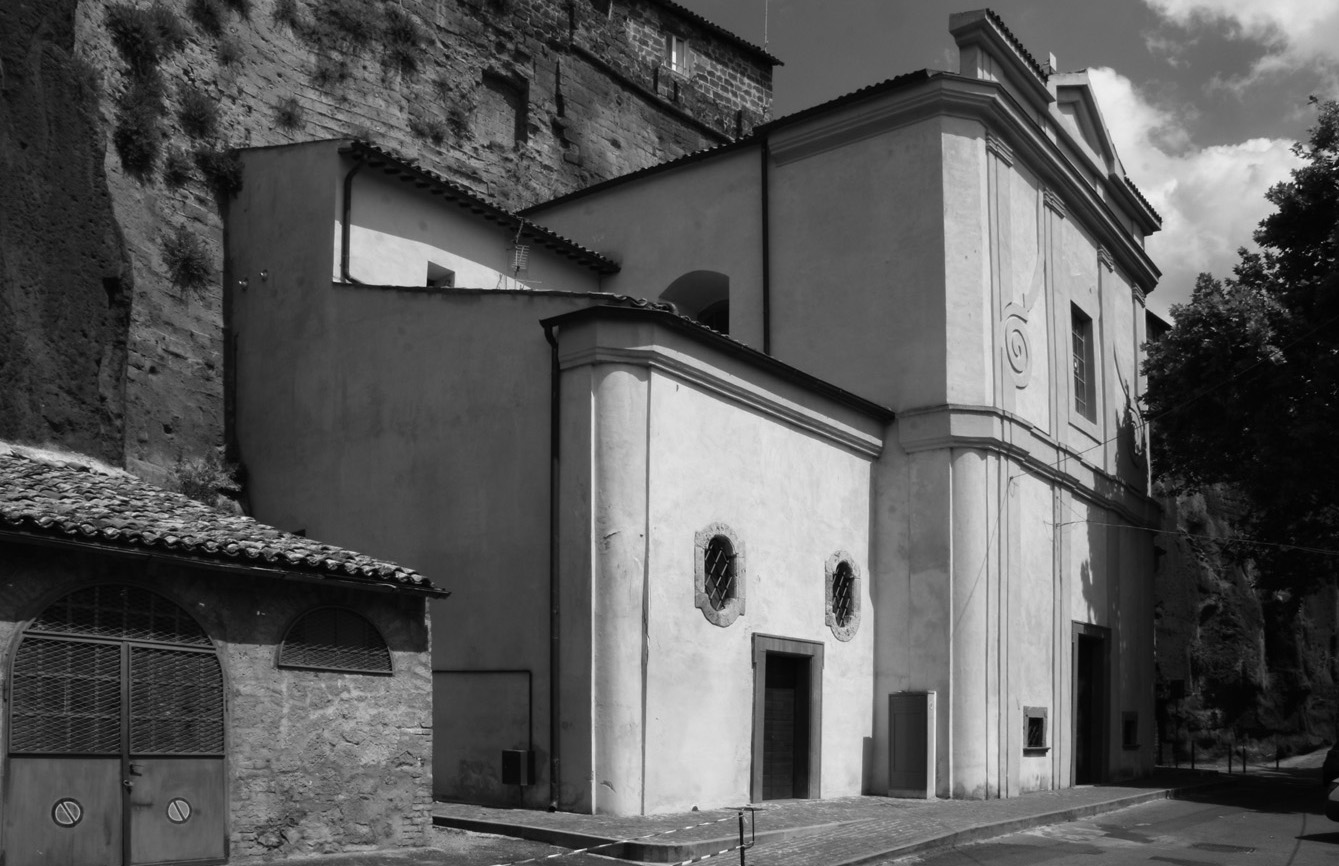
Chiesa della Madonna del velo

### Architetture civili

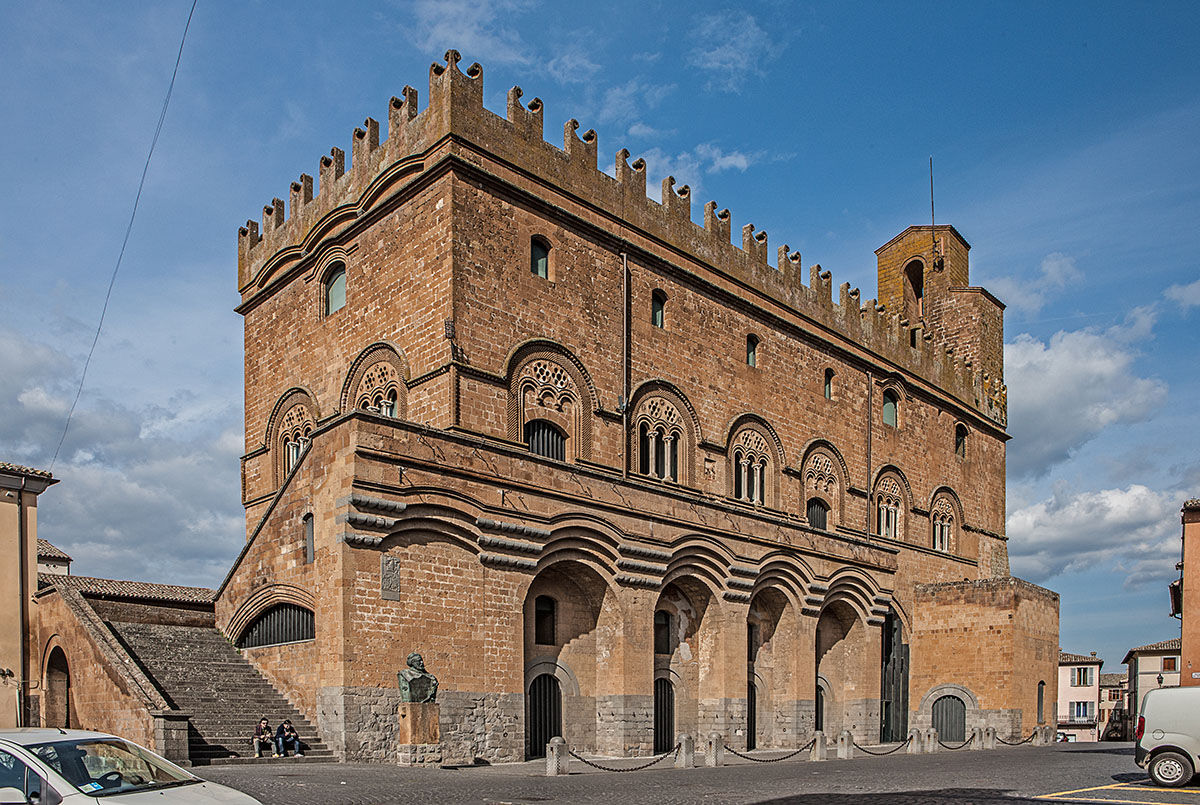
Palazzo del Capitano del Popolo

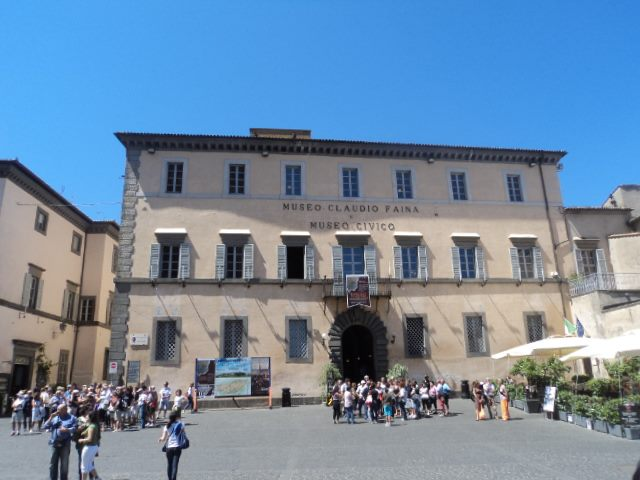
Palazzo Faina

- Palazzo Soliano (1297), che ospita il Museo Emilio Greco
- Palazzo Papale, che ospita il Museo archeologico nazionale di Orvieto
- Palazzo comunale
- Palazzo del Capitano del Popolo
- Palazzo Faina, che ospita il Museo "Claudio Faina" e il Museo Civico
- Palazzo dei Febei
- Palazzo Gualterio
- I palazzi medievali di Orvieto
- I palazzi rinascimentali di Orvieto
- I palazzi moderni di Orvieto
- Via della Cava
- Fortezza Albornoz
- Castel di Ripe su uno sperone roccioso dominante i dintorni nei pressi di Prodo è citato nel catasto del 1292 come Castrum Ripe
- Torre di Maurizio. https://www.museomodo.it/it/la_torre_di_maurizio.html

### Siti archeologici
- Sotterranei della chiesa di S. Andrea e Bartolomeo dall'epoca villonaviana all'età moderna[15].
- Pozzo di San Patrizio (1528)
- Pozzo della Cava
- Grotte di Adriano, già note con il nome di Orvieto sotterranea
- Le Necropoli del Crocifisso del Tufo e di Cannicella
- Il Tempio del Belvedere
- Sito archeologico Campo della Fiera, dove sarebbe sorto il Fanum Voltumnae
- Il labirinto di Adriano

## Società

### Evoluzione demografica
Abitanti censiti

### Etnie e minoranze straniere
Al 31 dicembre 2022 gli stranieri residenti erano 1.804, pari al 9,13% della popolazione.

### Lingue e dialetti
Il dialetto parlato ad Orvieto è molto affine ai dialetti della Tuscia viterbese

## Cultura

### Istruzione

#### Università
È sede della Fondazione per il Centro Studi "Città di Orvieto" - Università, Ricerca, Alta Formazione.

### Musei
- Il Museo dell'Opera del Duomo
- Il Museo Faina
- Il Museo archeologico nazionale
- Orvieto Vie

### Eventi

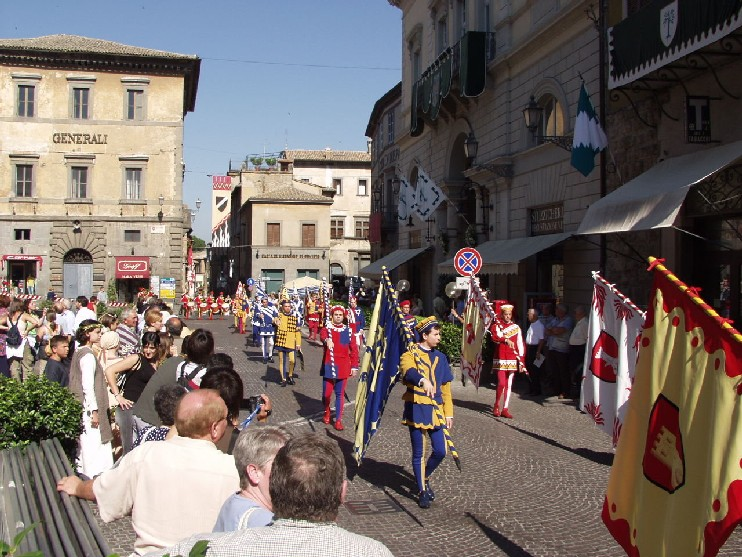
Il corteo storico durante la processione del Corpus Domini.

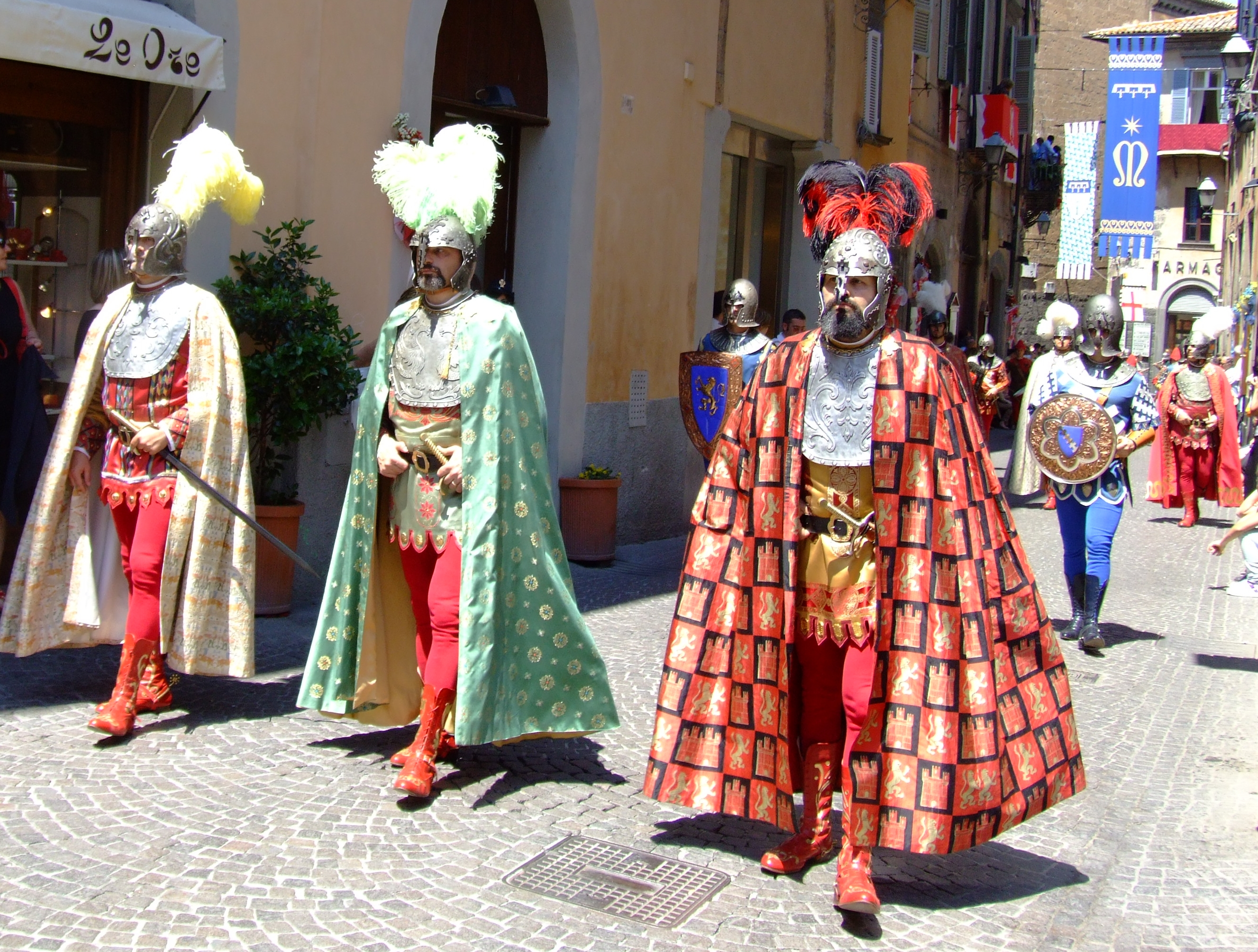
Particolare del corteo storico: tre cavalieri, tra cui il Cavaliere dei Conti di Marsciano (al centro).

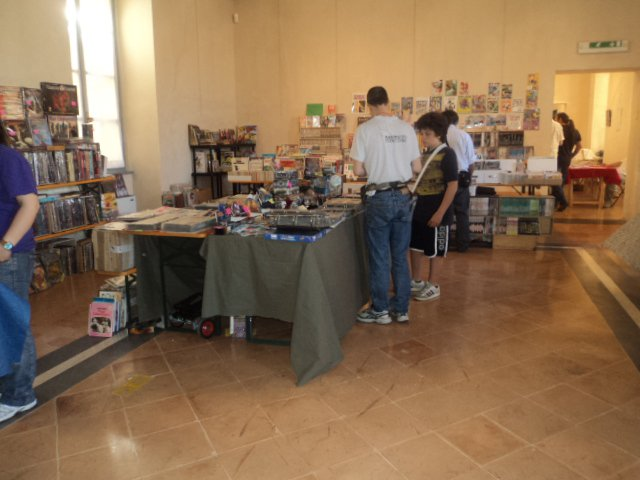
Stand presenti all'Orvieto Comics

- Cronoscalata della Castellana: Gara automobilistica di Velocità in Salita con titolazione nazionale attiva sin dal 1966, che si disputa sulla S.R. 79 Bis Orvietana. [F.G.]
- Festa della Palombella (la colomba che simboleggia lo Spirito Santo), che si tiene ogni anno in occasione della Pentecoste, istituita nel XVI secolo dai Monaldeschi. La celebrazione originale prevedeva che una colomba bianca venisse legata ad uno stemma, nella posizione dello Spirito Santo. Lo stemma scorre su un cavo che attraversa Piazza del Duomo e termina su una macchina in legno addobbata con botti e mortaretti, che si accendono all'arrivo della palombella. Dalla fluidità del movimento e da altri fattori si traggono auspici per l'anno agricolo successivo. La festa è contestata da tempo dagli animalisti, che chiedono la sostituzione della palombella viva con un simulacro. In seguito alle proteste, dal 2005, la palombella non è più legata allo stemma, ma viene alloggiata in un tubo di plastica trasparente che scorre lungo il cavo.
- Domenica successiva alla Pentecoste: Palio dell'oca che si svolge sulla piazza del Popolo, con pista in terra battuta e vede la disputa fra i vari cavalieri delle due antiche contrade (Pistrella e Cava) con gare di abilità a cavallo.
- Processione del Corpus Domini: una processione (la prima fu nel 1337), accompagnata da un corteo storico con 400 figuranti, evoca il Miracolo eucaristico di Bolsena.
- Umbria Jazz winter: tra la fine di dicembre e l'inizio di gennaio, si svolge un festival internazionale di musica jazz.
- Orvieto Comics, rassegna dedicata al fumetto, ospitata nel Palazzo dei Sette e nel Palazzo del Popolo.[19]

## Geografia antropica
La città di Orvieto, arroccato su una roccia di tufo, conta quasi 3 000 abitanti. Le altre frazioni più popolate sono Ciconia (4 280 abitanti), Orvieto Scalo (2 142 abitanti) e Sferracavallo (1 710 abitanti).

### Frazioni
Bagni, Bardano, Baschi Scalo, Benano, Biagio, Botto, Buon Viaggio, Canale, Canonica, Capretta, Ciconia, Colonnetta di Prodo, Corbara, Fossatello, Gabelletta, Le Velette, Morrano, Mossa del Palio, Orvieto Scalo, Osa, Osarella, Osteria Nuova, Padella, Pian del Vantaggio, Ponte del Sole, Prodo, Rocca Ripesena, San Bartolomeo, San Faustino, San Quirico, Sferracavallo, Stazione di Castiglione in Teverina, Villanova, Sugano, Titignano, Tordimonte, Torre San Severo.

#### Osarella
Osarella è una frazione del comune di Orvieto (TR). Si trova  sulla traversa della Strada statale 79 bis Orvietana che si dirama nei pressi dell'ospedale civile di Ciconia e termina nei pressi delle frazioni San Giorgio e Capretta.
Fa parte del consiglio di zona 11 "Corbara-Fossatello-Osarella".
Osarella pare essere un diminutivo di Osa, altra frazione di Orvieto sita nei pressi di Prodo.

## Economia

### Artigianato

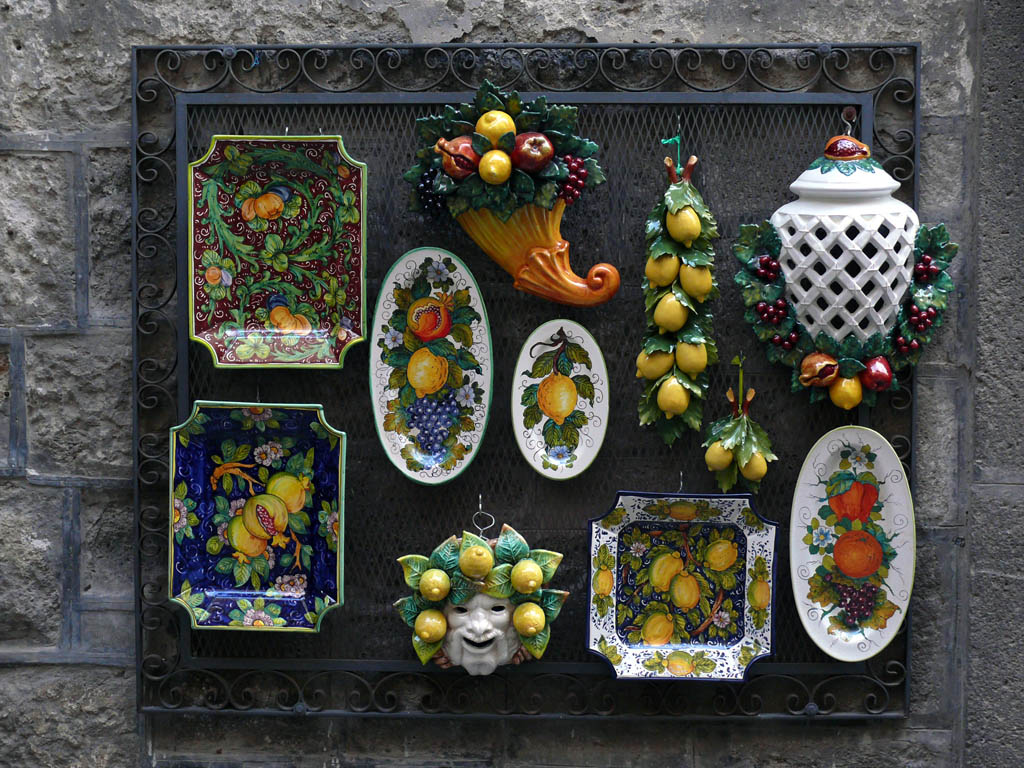
Ceramiche

Tra le attività economiche più tradizionali, diffuse e attive vi sono quelle artigianali, come la lavorazione della ceramica, del ferro battuto, quella orafa e l'arte del merletto. Sono rinomati anche i laboratori di intarsio, di intaglio, di scultura, di ebanisteria e di falegnameria.

## Infrastrutture e trasporti
Orvieto è servita da importanti collegamenti nazionali sia stradali che ferroviari: la valle del Paglia è attraversata dall'autostrada A1 Milano-Napoli e dalle due linee ferroviarie (linea lenta e direttissima) che collegano Firenze con Roma. Inoltre diverse strade statali (la maggior parte di esse è classificata dal 2001 come strada regionale) collegano la città con il resto della regione e con importanti centri della Toscana e del Lazio.

### Strade

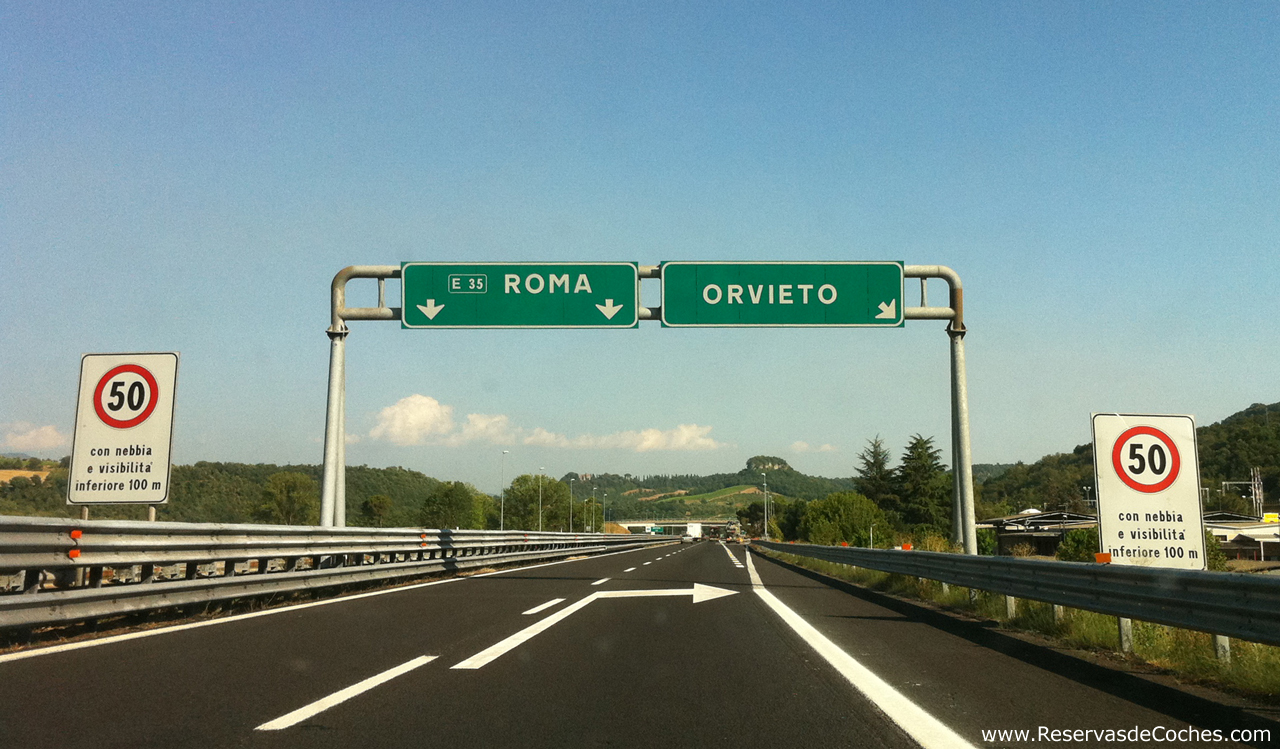
Uscita di Orvieto dell'A1 provenendo da Nord.

Il casello autostradale di Orvieto è una delle tre uscite dell'autostrada A1 nel territorio della regione Umbria. Si trova al chilometro 451, a circa 150 km dal casello di Firenze sud e 80 km dalla diramazione per Roma nord. Il casello si trova nella frazione di Orvieto Scalo sulla strada statale SS 205 a pochi chilometri dal centro cittadino.
Orvieto è attraversata da alcune ex strade statali:
- la ex Strada statale 71 Umbro Casentinese Romagnola (SS 71) collega verso sud, l'alto viterbese, il Lago di Bolsena e Viterbo, attraverso la Via Cassia, e verso nord, il Lago Trasimeno, la Val di Chiana, il Casentino e le città di Cortona, Arezzo, Cesena e Ravenna. La strada riveste attualmente un'importanza rilevante solo per i collegamenti con Viterbo, l'alto Orvietano e come strada turistica.
- La ex strada statale 79 bis Orvietana (SS 79 bis), è un'arteria che collega Orvieto con Todi attraverso la dorsale del Monte Peglia - Monte Piatto. Ha origine nella frazione di Orvieto Scalo diramandosi dalla ex SS 71 e attraversa le frazioni di Capretta, Colonnetta di Prodo e Prodo, per arrivare infine a Todi, confluendo nella strada statale 3 bis Tiberina (più nota con il nome di E45) dopo poco meno di 50 km.
- La strada statale 205 Amerina (SS 205) collega Orvieto con Amelia, Narni e il bacino di Terni ma ha perso la sua importanza per via dei più rapidi collegamenti autostradali. La strada diventa infatti regionale dopo appena 6,3 km, punto in cui si dirama la strada statale 448 di Baschi (SS 448), che a sua volta termina a Todi nella E45. Quest'ultimo itinerario è di grande rilevanza strategica essendo la via di comunicazione più agevole e importante verso i centri dell'Umbria orientale e Perugia. Con il capoluogo regionale, prima della costruzione negli anni ottanta del tratto umbro della E45, l'unica via di comunicazione stradale esistente era rappresentata dalla ex strada statale 317 Marscianese, un'antica strada di collegamento attualmente in uso per il solo traffico locale, che ha origine dalla SS 79 bis presso la località Colonnetta di Prodo.

### Ferrovie

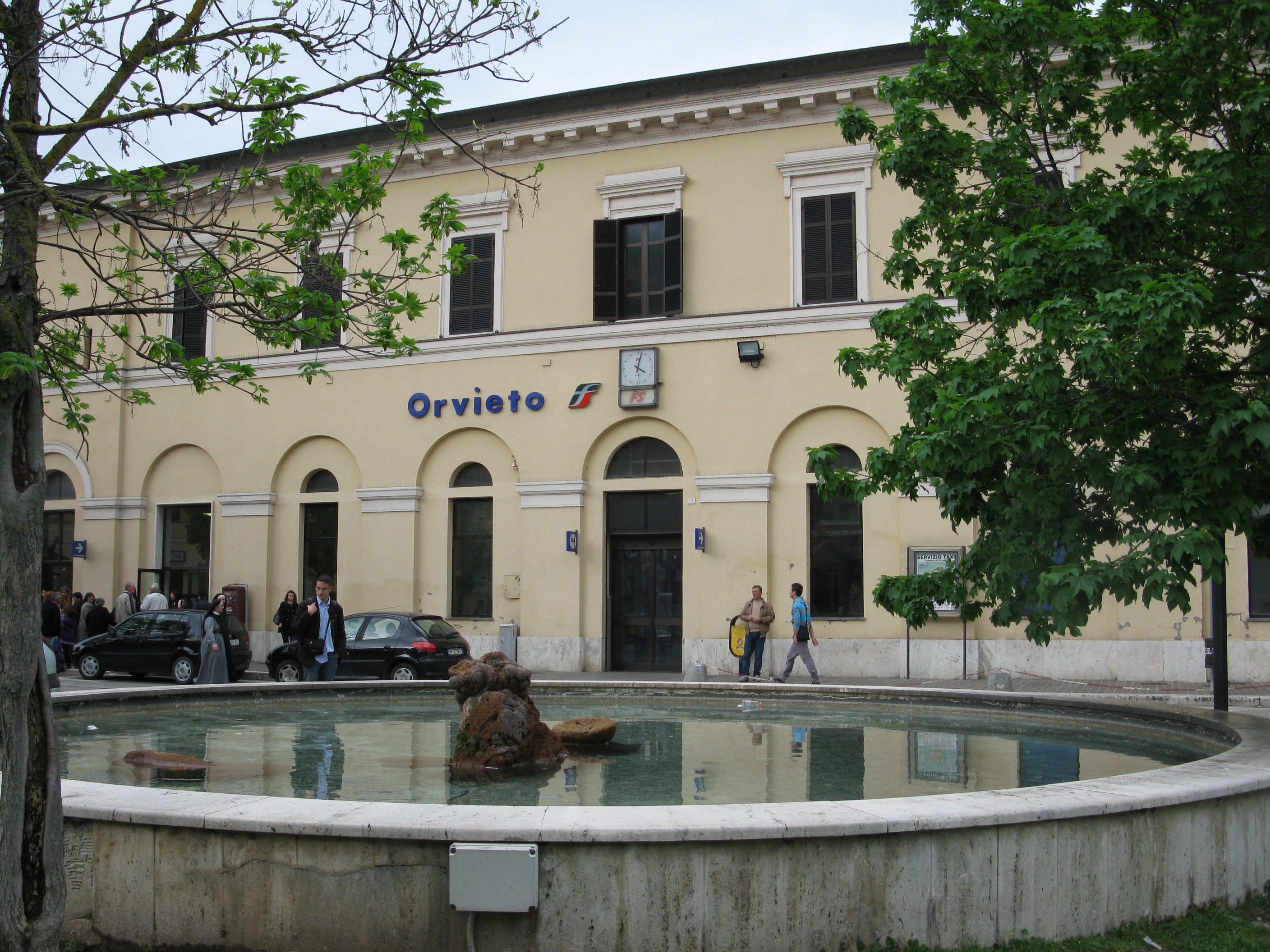
La stazione ferroviaria di Orvieto è situata nella frazione di Orvieto Scalo.

Il territorio del comune di Orvieto è attraversato dalla linea lenta Firenze-Roma, che serve la stazione di Orvieto, e dalla Direttissima che attraversa in sopraelevata l'abitato di Orvieto Scalo affiancando l'autostrada A1. La stazione è collegata alla linea direttissima dalle due interconnessioni Orvieto Nord e Orvieto Sud, permettendo la fermata anche di treni a lunga percorrenza ed è collegata al centro della città con la funicolare di Orvieto. Il rapido collegamento con la Capitale (un'ora e mezza con i treni regionali e un'ora con gli interCity) ha innescato un intenso fenomeno di pendolarismo di studenti e lavoratori.

### Mobilità urbana
I trasporti urbani e interurbani di Orvieto vengono svolti con autoservizi di linea gestiti da Umbria Mobilità. (Società assorbita da Busitalia-Sita Nord), la mobilità urbana si basa su alcune reti di bus e su una funicolare.

## Amministrazione
| N°                                                | Primo cittadino                                   | Primo cittadino                                   | Partito                                                    | Giunta                                            | Giunta                                            | Mandato                                           | Mandato                                           | Elezione                                          |
| N°                                                | Primo cittadino                                   | Primo cittadino                                   | Partito                                                    | Giunta                                            | Giunta                                            | Inizio                                            | Fine                                              | Elezione                                          |
| Sindaci eletti dal consiglio comunale (1946-1995) | Sindaci eletti dal consiglio comunale (1946-1995) | Sindaci eletti dal consiglio comunale (1946-1995) | Sindaci eletti dal consiglio comunale (1946-1995)          | Sindaci eletti dal consiglio comunale (1946-1995) | Sindaci eletti dal consiglio comunale (1946-1995) | Sindaci eletti dal consiglio comunale (1946-1995) | Sindaci eletti dal consiglio comunale (1946-1995) | Sindaci eletti dal consiglio comunale (1946-1995) |
| ------------------------------------------------- | ------------------------------------------------- | ------------------------------------------------- | ---------------------------------------------------------- | ------------------------------------------------- | ------------------------------------------------- | ------------------------------------------------- | ------------------------------------------------- | ------------------------------------------------- |
| 1                                                 |                                                   | Franco Raimondo Barbarella                        | Partito Comunista Italiano                                 |                                                   | PCI                                               | 12 luglio 1985                                    | 12 luglio 1989                                    | 1985                                              |
| 2                                                 |                                                   | Adriano Casasole                                  | Partito Comunista Italiano                                 |                                                   | PCI/PDS                                           | 13 luglio 1989                                    | 16 novembre 1991                                  | 1989                                              |
| 3                                                 |                                                   | Stefano Cimicchi                                  | Partito Democratico della Sinistra                         | 17 novembre 1991                                  | PCI/PDS                                           | 23 aprile 1995                                    | 1991                                              |                                                   |
| Sindaci ad elezione diretta (dal 1995)            |                                                   |                                                   |                                                            |                                                   |                                                   |                                                   |                                                   |                                                   |
| (3)                                               |                                                   | Stefano Cimicchi                                  | Partito Democratico della Sinistra Democratici di Sinistra |                                                   | PDS-PPI                                           | 24 aprile 1995                                    | 13 giugno 1999                                    | 1995                                              |
| (3)                                               |                                                   | Stefano Cimicchi                                  | Partito Democratico della Sinistra Democratici di Sinistra | DS-SDI-PRC                                        | 14 giugno 1999                                    | 13 giugno 2004                                    | 1999                                              |                                                   |
| 4                                                 |                                                   | Stefano Mocio                                     | Democratici di Sinistra Partito Democratico                |                                                   | DS-DL-SDI-PRC-PdCI                                | 14 giugno 2004                                    | 23 giugno 2009                                    | 2004                                              |
| 5                                                 |                                                   | Toni Concina                                      | Il Popolo della Libertà Forza Italia                       |                                                   | PdL-L. civica                                     | 24 giugno 2009                                    | 9 giugno 2014                                     | 2009                                              |
| 6                                                 |                                                   | Giuseppe Germani                                  | Partito Democratico                                        |                                                   | PD-SEL-L. civica                                  | 10 giugno 2014                                    | 9 giugno 2019                                     | 2014                                              |
| 7                                                 |                                                   | Roberta Tardani                                   | Forza Italia                                               |                                                   | Lega-FdI-FI-L. civica                             | 10 giugno 2019                                    | 9 giugno 2024                                     | 2019                                              |
| 7                                                 |                                                   | Roberta Tardani                                   | Forza Italia                                               | FdI-Lega-FI-L. civica                             | 9 giugno 2024                                     | in carica                                         | 2024                                              |                                                   |

### Gemellaggi
Orvieto è gemellata con le città di:
- Givors[22][23];
- Maebashi[22][24];
- Betlemme[22];
- Aiken[22];
- Seinäjoki[22];
- Kercem[22];
- Avignone[22].

## Sport

### Calcio
La principale squadra di calcio della città è l'Orvietana che milita in Serie D.

### Basket
Le squadre di basket maschile sono: gli Arrapaho e la Pallacanestro Orvieto, mentre quella femminile è la Cestistica Azzurra.

### Pallavolo
La squadra di pallavolo è l'Orvieto Volley Academy.

### Ciclismo
Orvieto è stata 6 volte arrivo di tappa del Giro d'Italia:
- Giro d'Italia 1929: la 9ª tappa Roma - Orvieto (120 km) si è conclusa con la vittoria di Alfredo Binda.
- Giro d'Italia 1971: la 6ª tappa L'Aquila - Orvieto (163 km) si è conclusa con la vittoria di Domingo Perurena.
- Giro d'Italia 1975: l'11ª tappa Roma - Orvieto (158 km) si è conclusa con la vittoria di Roger De Vlaeminck.
- Giro d'Italia 1980: la 7ª tappa Castiglione della Pescaia - Orvieto (200 km) si è conclusa con la vittoria di Silvano Contini.
- Giro d'Italia 2002: l'8ª tappa Capannori - Orvieto (237 km), si è conclusa con la vittoria di Aitor González Jiménez.
- Giro d'Italia 2011: la 5ª tappa Piombino - Orvieto (191 km), si è conclusa con la vittoria di Pieter Weening.

## Letteratura
Orvieto è l'ambientazione del romanzo Pao Pao di Pier Vittorio Tondelli.